# Apodopsyllus pseudocubensis
Apodopsyllus pseudocubensis is een eenoogkreeftjessoort uit de familie van de Paramesochridae. De wetenschappelijke naam van de soort is voor het eerst geldig gepubliceerd in 2002 door Gomez.